# 富山日産モーター
富山日産モーター株式会社（とやまにっさんモーター）は、かつて富山県富山市に本社を置いていた、日産自動車のディーラー（ブルーステージ店）。

## 沿革
- 1985年6月18日 - 日産自動車の全額出資子会社であったメーカー資本の中越日産モーターから営業権を引き継ぎ、地場資本によって富山日産モーター設立。後に日産チェリー富山販売の営業権も譲り受ける。
- 2008年9月12日 - 富山地方裁判所に民事再生法の適用を申請。負債総額は約25億円。同時にグループ企業の日産サティオ石川、日産プリンス石川販売も民事再生法申請。ニチモ富山城南店を除く店舗を閉鎖[1][2]。
- 2009年9月 - 富山日産自動車は富山日産モーターの事業を引き受けることを決定し、唯一営業していたニチモ富山城南店を2010年2月17日からは富山日産自動車の城南店として開設した[3]。

## 富山県内の他日産車販売店
- 富山日産自動車
- 日産サティオ富山

## 事業所
販売店名は、すべてニチモ○○店となっている。また、ニチモとは、日産モーターの略である。
- ニチモ富山城南店（富山市今泉328番地の1）
  - 現在は、富山日産自動車の城南店として営業をしている。

### 民事再生法適用申請後に閉鎖した店舗
- ニチモ呉羽店（富山市呉羽町7191番地の25）
- ニチモ富山インター店（富山市黒崎123番の1）
- ニチモ高岡店（高岡市宮田町9番地の18）
- ニチモ魚津店（魚津市住吉1860番地の1）

## 関連企業
- 日産サティオ石川 - 現在は、日産プリンス金沢
- 日産プリンス石川販売 - 同上
- 日産レンタリース富山 - 富山日産自動車へ事実上吸収